# Чемпионат мира по настольному теннису 1983
Чемпионат мира по настольному теннису 1983 года прошёл с 28 апреля по 9 мая в Токио (Япония).

## Медали

### Команды
| Пол     | Золото                                                                 | Серебро                                                                                        | Бронза                                                                                 |
| ------- | ---------------------------------------------------------------------- | ---------------------------------------------------------------------------------------------- | -------------------------------------------------------------------------------------- |
| Мужчины | Китай · Го Юэхуа · Цай Чжэньхуа · Фань Чанмао · Цзян Цзялян · Се Сайкэ | Швеция · Микаэль Аппельгрен · Стеллан Бенгтссон · Ульф Бенгтссон · Эрик Линд · Ян-Уве Вальднер | Венгрия · Габор Гергей · Иштван Жоньер · Жолтан Капосташ · Янош Мольнар · Жолт Криштон |
| Женщины | Китай · Тун Лин · Гэн Лицзюань · Ни Сялянь · Цао Яньхуа                | Япония · Мика Хосино · Эмико Канда · Фумико Синпо · Томоко Тамура                              | КНДР · Ким Гёнсун · Ли Сонсук · Чан Ёнъок · Ли Бун Хи                                  |

### Спортсмены
| Разряд                   | Золото                        | Серебро                     | Бронза                  |
| ------------------------ | ----------------------------- | --------------------------- | ----------------------- |
| Мужской одиночный разряд | Го Юэхуа                      | Цай Чжэньхуа                | Цзян Цзялян             |
| Мужской одиночный разряд | Го Юэхуа                      | Цай Чжэньхуа                | Ван Хуэйюань            |
| Женский одиночный разряд | Цао Яньхуа                    | Ян Ён Джа                   | Ци Баосян               |
| Женский одиночный разряд | Цао Яньхуа                    | Ян Ён Джа                   | Хуан Цзюньцюнь          |
| Мужской парный разряд    | Зоран Калинич Драгутин Шурбек | Цзян Цзялян Се Сайкэ        | Хироюки Абэ Сэйдзи Оно  |
| Мужской парный разряд    | Зоран Калинич Драгутин Шурбек | Цзян Цзялян Се Сайкэ        | Ван Хуэйюань Ян Юйхуа   |
| Женский парный разряд    | Дай Лили Шэнь Цзяньпин        | Гэн Лицзюань Хуан Цзюньцюнь | Цао Яньхуа Ни Сялянь    |
| Женский парный разряд    | Дай Лили Шэнь Цзяньпин        | Гэн Лицзюань Хуан Цзюньцюнь | Пу Цицзюань Тун Лин     |
| Микст                    | Го Юэхуа Ни Сялянь            | Чэнь Синьхуа Тун Лин        | Цай Чжэньхуа Цао Яньхуа |
| Микст                    | Го Юэхуа Ни Сялянь            | Чэнь Синьхуа Тун Лин        | Се Сайкэ Хуан Цзюньцюнь |